# 分销
分銷（英語：Distribution），是製造業供應鏈的第三部份，亦即供應鏈的最後一部份。

## 概述
分銷，其字義就是於製造商或供應商與客戶之間建立一個銷售渠道。作為供應鏈的最後一個主要部份，就是將最終產品由製造商或供應商交付給客戶的一個步驟。因此，很多不同的銷售、供應方式都可以視之為分銷。無論是小規模的零售，抑或是大量的批發，都可以視之為分銷。

## 類別
分銷可以分為兩種：零售和批發。
- 零售，即將產品售予消費者。通常而言，零售相對於批發來說，規模、數量和涉及的金額都比較小。而零售亦可分為兩大類：「店面」與「無店面」。
  - 店面，即通過零售商的商鋪等出售最終產品售予客戶。以往來說，零售商多為小型家庭商店，但近年已被大型連鎖商鋪取代。
  - 無店面，又稱直銷，就是不通過商鋪，將產品直接售予客戶。直銷又可分為單層次直銷和多層次直銷。直銷雖然沒有中間渠道以及銷售場的負擔，但卻增加了雙方的信息搜索成本。
- 批發，即製造或供應商將產品大量售予零售商。批發相對於零售來說，規模、數量和涉及的金額都比較大。
- 量販，相對於零售及批發屬於較為折衷的方式，擁有大型賣場，也通常擁有倉儲，且緊鄰都市圈外的主要交通幹道，兼具上述零售以及批發的性質。

整個分銷步驟中，可以再細分成幾個步驟。有時侯可能有更複雜的步驟，例如供應商將產品售予另一個供應商，而客戶再將最終產品轉售予另一位客戶等。

## 渠道

### 設計渠道
一間公司可以設計無數的銷售渠道。而渠道的數量通常取決於分销商與消費者之間的中介者的數量。例如，零級銷售渠道表示分销商與消費者之間沒有中介者。而一級銷售渠道表示分销商與消費者之間有一個中介者，如此類推。

### 混合渠道
於實踐時，很多公司都會使用混合的銷售渠道。詳細來說，他們會以直銷員說服部份客戶，以配合其主要店面銷售網。再者，他們亦會以網上銷售或電子貿易的方式分销，全因現代網絡及智能手機發達的緣故。